# ミシェル・マセド・ローシャ・マシャド
ミシェル・マセド・ローシャ・マシャド（Michel Macedo Rocha Machado、1990年2月15日 - ）は、ブラジル、リオ・デ・ジャネイロ出身のサッカー選手。セアラーSC所属。ポジションはDF。

## 経歴
2008年11月16日に行われた対RCDマジョルカ戦でリーガ・エスパニョーラ初出場を果たした。